# Konrad IV. (Tübingen-Lichteneck)

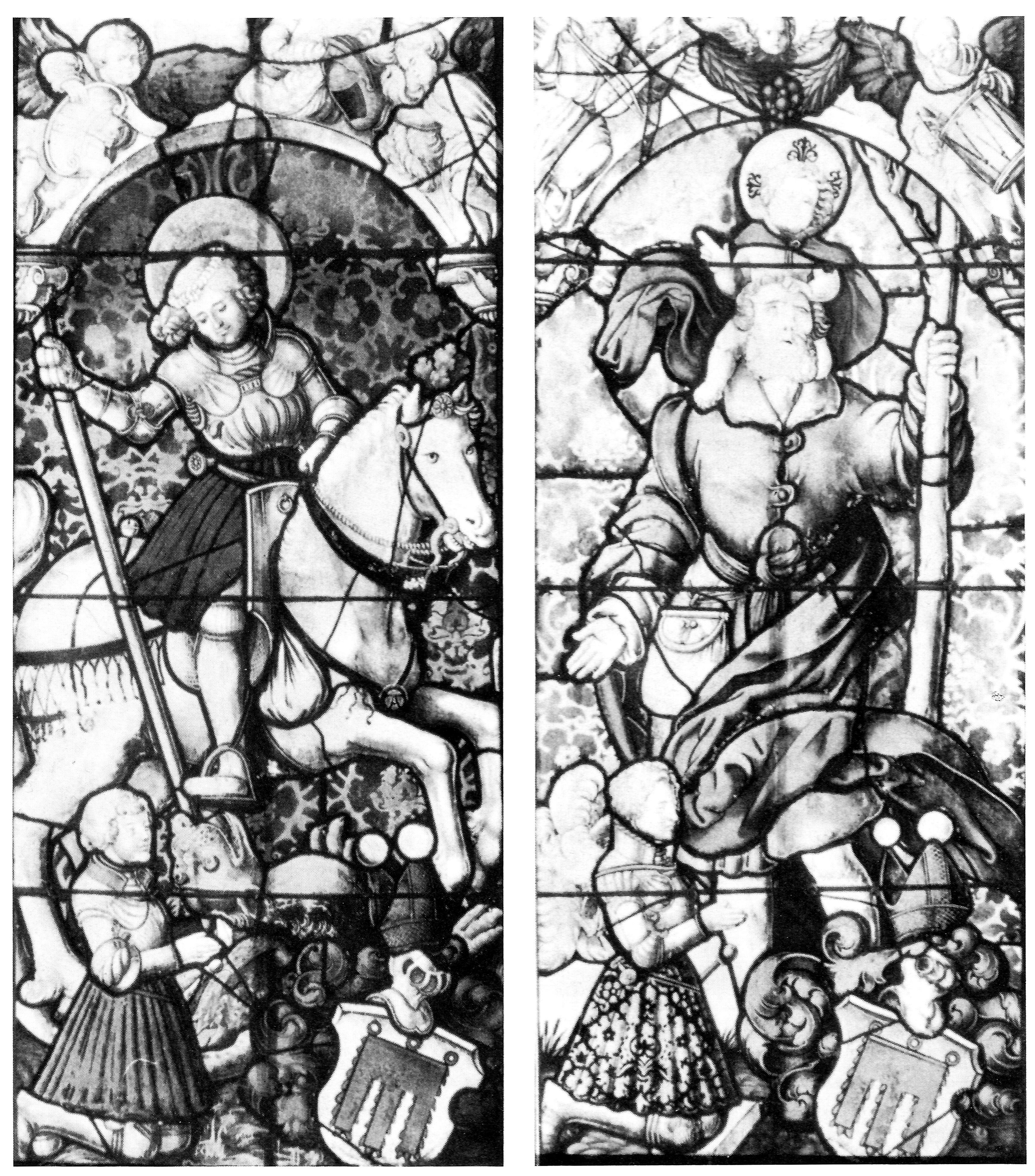
Die Grafen Georg II. und Konrad IV. von Tübingen-Lichteneck

Konrad IV. († 1569), Graf von Tübingen, Herr zu Lichteneck, nannte sich ab 1536 Herr zu Lichteneck und Limburg. Er entstammte der Linie Tübingen-Lichteneck der Pfalzgrafen von Tübingen.

## Leben und Wirken

### Vormundschaft und erste Forderungen an das Haus von Württemberg
Konrad IV. und sein Bruder Georg II. waren beim Tod ihres Vaters, Konrads III. (* 1482; † 1510), noch sehr jung und kamen deshalb unter die Vormundschaft von Rudolf und Sebastian von Blumeneck. Die Vormunde nahmen die bestehenden Forderungen der Tübinger Grafen gegenüber dem Haus Württemberg wieder auf, und verlangten 1511 von Herzog Ulrich, er solle ihren Mündeln ihr väterliches Erbgut – Böblingen, Dagersheim und Darmsheim – zurückgeben. Tübingen und Herrenberg hatte das Haus Württemberg ihrer Meinung nach bloß als Pfand bekommen und diese Städte sollten durch die beiden Brüder wieder eingelöst werden können.
Wegen der damaligen Unruhen wurde die Forderung aber nicht beachtet. Deshalb wiederholten die Vormunde diese im Jahr 1516 und boten an, die Sache vor das Hofgericht oder den württembergischen Landschaftsausschuss zu bringen, um sich gütlich oder rechtlich zu einigen. Nach mehrmaligen, vergeblichen Abmahnungen wurden ihre Ansprüche in Stuttgart als völlig unbegründet abgewiesen. Die österreichische Statthalterschaft des Landes sprach sich aber später zu Gunsten der beiden Brüder aus.

### Versuch der Einlösung der Pfandschaft
Der Rechtsbeistand der beiden Brüder, Dr. Baldung, schrieb – in entschiedenem Widerspruch mit dem urkundlich überlieferten Hergang der Erwerbung Tübingens, Böblingens und Herrenbergs durch die Grafen von Württemberg – die Herren von Württemberg hätten die Vorfahren der Grafen von Tübingen von der Pfalzgrafschaft vertrieben und diesen nachher einzelne Flecken im Lande als Lehen von Württemberg angewiesen. Um die Lehensgüter Böblingen, Dagersheim und Darmsheim hätten die Grafen von Tübingen die Herrschaft Württemberg mehrmals angegangen, auch Antwort erhalten, aus der aber kein rechtlicher Grund zu finden gewesen sei, warum diese Lehen den Grafen vorenthalten worden seien, oder aus welcher rechtlichen Ursache die Herrschaft Württemberg dieselben an sich gezogen habe. Die Grafen von Tübingen, fährt Baldung fort, besäßen Scheine und Briefe, dass ihre Vorfahren die vordere Burg und den oberen Teil der Stadt Herrenberg, die Burg Rorow und das Dorf Kayh der Herrschaft Württemberg nur verpfändet hätten. Da aber die Einlösung dieser Pfandschaft und die rechtliche Requisition der Lehen gegen einen so mächtigen Gegner allzu große Kosten verursacht hätte, hätten die Grafen von Tübingen ihre Forderung seit vielen Jahren von Zeit zu Zeit wiederholt, aus welchen Gründen die von Württemberg angeführte Verjährung unterbrochen worden sei. Um die von Dr. Naldung vorgebrachten Beschuldigungen zu widerlegen und um so weitere Anforderungen abzuwenden, ließ die Württembergische Regierung eine Schrift unter dem Titel: „Der Herrschaft Württemberg Schirm und Gerechtigkeit gegen der Grafen von Tübingen Anforderung“ herausgeben. Hierauf ruhten die Reklamationen der Grafen von Tübingen für einige Zeit.

### Dienstleistung in Baden
Graf Konrad trat in Dienste der Markgrafen Philipp und Ernst von Baden und war zusammen mit diesen 1526 auf dem Reichstag zu Speyer. Da Konrad in dem Bauern-Aufruhr zu Schaden gekommen war, wurde er in die zwischen den österreichischen Ständen im Breisgau und Markgraf Ernst zu Baden wegen der durch die Bauern erlittenen Beschädigungen zu Neuburg am Rhein 1527 getroffene Uebereinkunft eingeschlossen. Für die im Jahr 1527 an den Kaiser zu bewilligende Türkenhilfe stellte er mit seinem Bruder zwei Reiter und zwei Fußknechte, nachdem seine Vormunde schon l510 für denselben Zweck drei Fußknechte gestellt hatten.

### Verhör durch Herzog Ulrich
Konrad machte noch einen weiteren Versuch zur Rückerlangung der gepfändeten Gebiete, indem er sich 1536 an Herzog Ulrich wandte und ihn um ein Verhör bat. Er fand sich dafür mit seinem Rechtsbeistand, Dr. Baldung, in Stuttgart ein. Konrad bat, weil er aus den ihn vorliegenden Dokumenten keinen Grund sah, wie und warum die Böblinger Pflege von den Grafen von Tübingen an Württemberg gekommen sei, man möge ihn belehren und ihm zeigen, ob Beweise vorhanden seien. Er sei bereit, falls sich solche finden, von seiner Forderung ababzutreten. Man gab Konrad die erbetene Auskunft und versuchte ihn zu überzeugen, dass seine Familie keinen Rechtsgrund habe, von der Herrschaft Württemberg die besagten Besitzungen zu verlangen. Daraufhin ließ Konrad seine Ansprüche auf Tübingen und Herrenberg fallen und bestand bloß noch auf der Wiedereinsetzung in die Pflege Böblingen, indem er vorbrachte, Pfalzgraf Götz III. habe diese nicht verkaufen können, weil seine Gemahlin die gleichen Rechte für sich und ihre Kinder darauf gehabt habe, und ihr Vater sowie ihr Bruder in den Kauf nicht eingewilligt hätten.
Auf diese Erklärung gaben ihm die württembergischen Räte zu erkennen, dass sie nur den Befehl hätten, ihn anzuhören, die Sache also vor der Hand unerledigt bleiben müsse, womit sich aber Konrad nicht abweisen ließ, und besonders in Beziehung auf seine Beweismittel bemerkte, Götz III. habe eine solche Unordnung in seiner Verwaltung gehabt, dass, wenn dessen Gemahlin Clara den Erbvogtei-Brief über Böblingen nicht nach Lichteneck mitgenommen hätte, auch dieser nicht mehr in seinen Händen wäre. Die Räte berichteten über die Verhandlung an Herzog Ulrich.

### Vergleich und Rückgabe des Dorfes Nordweil bei Alpirsbach
Obwohl Ulrich von der Rechtmäßigkeit des Besitzes der betreffenden Ortschaften überzeugt war, wollte er sich aus Mitleid mit der bedrängten Lage des Grafen und aus Rücksicht für die einst so hochgestellte Familie in keine weitere Erörterung dieses Handels einlassen. Er bot Konrad einen Vergleich und das Dorf Nordweil im Breisgau an, das zum Kloster Alpirsbach gehörte, zu einem Mann- und Dienstlehen sowie 200 Gulden jährlichen Dienstgeld. Konrad nahm das dankbar an, und am 30. April 1537 wurde darüber ein förmlicher Vertrag abgeschlossen. Laut diesem Vertrag gestand Herzog Ulrich ihm das Dorf Nordweil nicht aus Gerechtigkeit, sondern aus Gnaden zu, weil er Konrad als einem geborenen Grafen und dessen Stamm und Namen zugetan war, und weil er in Betracht zog, dass Konrad sich nicht an der gewaltsamen Vertreibung des Herzogs beteiligt hatte. Konrad und seine männlichen Erben sollten dieses mit allen Zugehörigkeiten, allen Nutzungen, Einkommen und Rechten übernehmen, wie sie bis dahin der Prälat des dem Fürstentum Württemberg zugehörigen Klosters Alpirsbach innegehabt hatte.
1546 erwarb er die Burg Sponeck und weitere Güter im Breisgau.

## Familie
Er war in erster Ehe verheiratet mit Johanna Gräfin von Birsch und in zweiter Ehe mit Catharina Truchseß von Waldburg. Er hatte folgende Kinder:
- Sophia von Tübingen[3]
- Agathe, Gräfin von Tübingen († 1576)[3] ⚭ Eberhard Graf zu Hohenlohe († 5. März 1570)[2]
- Georg III. († bei der Waldenburger Fastnacht 1570), Graf von Lichteneck ⚭ Walpurg, Gräfin von Erbach[2]